# آرتلاند
آرتلاند (به آلمانی: Samtgemeinde Artland) یک منطقهٔ مسکونی در آلمان است که در Osnabrück واقع شده‌است. آرتلاند  ۲۳٬۰۰۷ نفر جمعیت دارد.